# Nicasio Safadi
Nicasio Espiridón Safadi Reves (Beirut, Imperio otomano, 14 de octubre de 1896 - Guayaquil, 29 de octubre de 1968) fue un músico ecuatoriano de origen libanés.

## Biografía

### Primeros años
Nacido en Beirut, Líbano, a finales del siglo XIX, emigró a Guayaquil, Ecuador en unión de sus padres, cuando tenía 5 años de edad. Músico de carácter autodidacta, estudió por cuenta propia y se volvió compositor e intérprete.
En 1910 ya dominaba la lengua de la madre patria y sabía tocar guitarra de “oído”. Todas las noches de ese Guayaquil que no volverá, “el turquito” alegraba a los habitantes de su barrio con canciones ecuatorianas. Decidió aprender música a su manera, dominando la guitarra, el bandolín, el contrabajo y empezó a componer. Al mismo tiempo formó una serie de dúos con: José Alberto Valdivieso Alvarado (Diablo Ociosos), con Zapatier, con el “peruano” Chávez y otros.

### Trayectoria

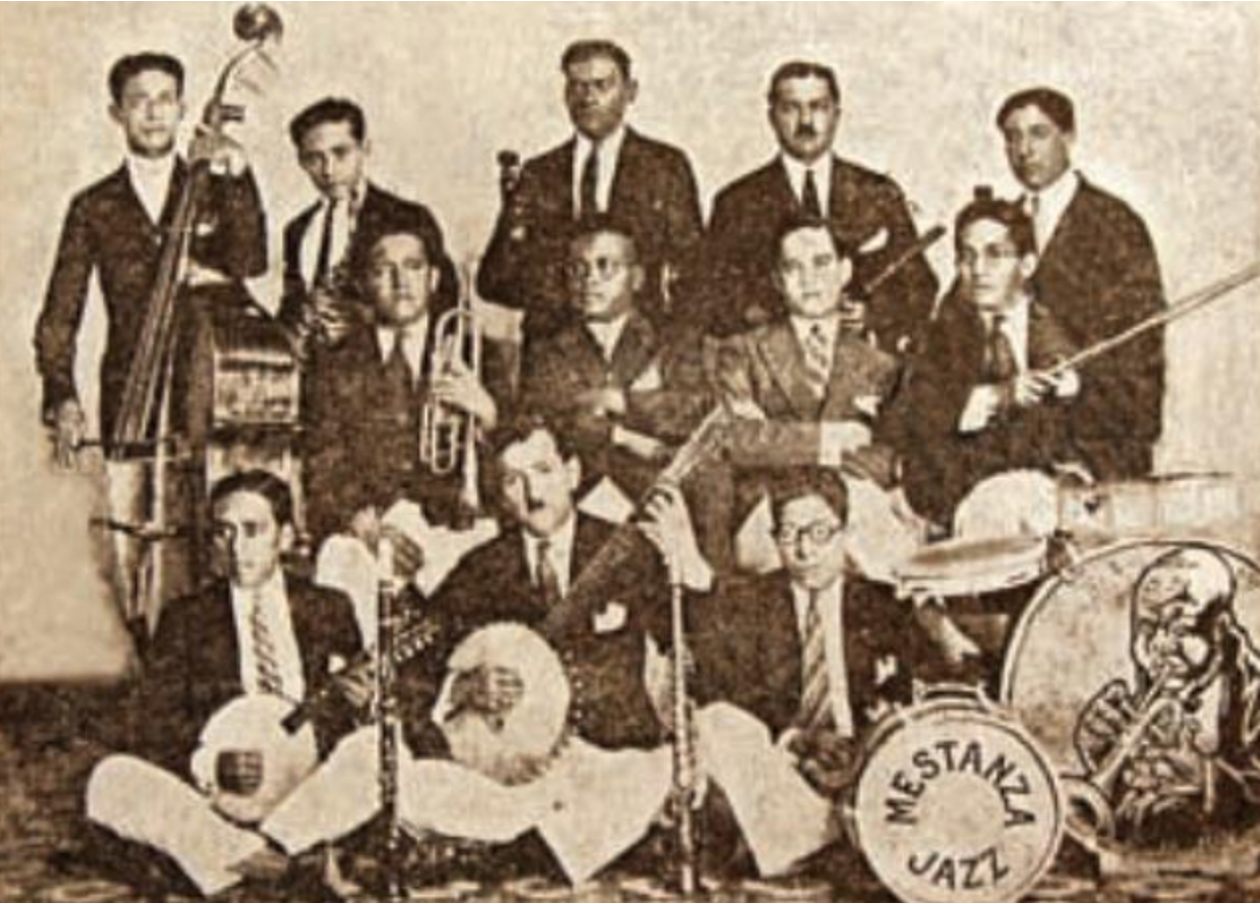
Mestanza Jazz Band junto a Enrique Ibanez

Por otro lado formó parte de la Mestanza Jazz band, una de las tantas orquestas de swing que se formaron en la ciudad de Guayaquil en 1926. Formaría parte de esto junto a Enrique Ibánez Mora. Años más tarde, en compañía justamente de Enrique Ibáñez Mora, a quien apodaban "El Pollo", y con quien formó el dúo Ecuador, partió el 4 de junio de 1930, en el Transatlántico “Santa Teresa” con rumbo a Nueva York a grabar sus primeros discos para las marcas Ónix de Ecuador, y CBS Columbia Internacional. Grabó así el pasillo Guayaquil de mis amores, compuesto por el orense Lauro Dávila Echeverría y con música de su propia autoría, además de otras 37 canciones en 19 discos de carbón de 78 rpm, el 19 de junio de 1930. Gracias a este suceso, en Ecuador se celebra el Día del músico ecuatoriano en aquella fecha. También realizaron una serie de exitosas presentaciones en ciudades como Buenaventura, Panamá y La Habana.  
Safadi también fue miembro fundador del Sindicato Nacional de Músicos, organización gremial fundada en 1938. 
Nicasio Safadi tuvo muchos discípulos, entre ellos: Carlos Rubira Infante, Olimpo Cárdenas, Dúo Mendoza Sangurima, Julio Jaramillo, Máxima Mejía, Blanquita Palomeque, Dúo Saavedra Palomeque, Nancy Murillo, Vicentica Ramírez, Pepe Oresner, Hnos. Montecel, entre otros.

### Últimos años

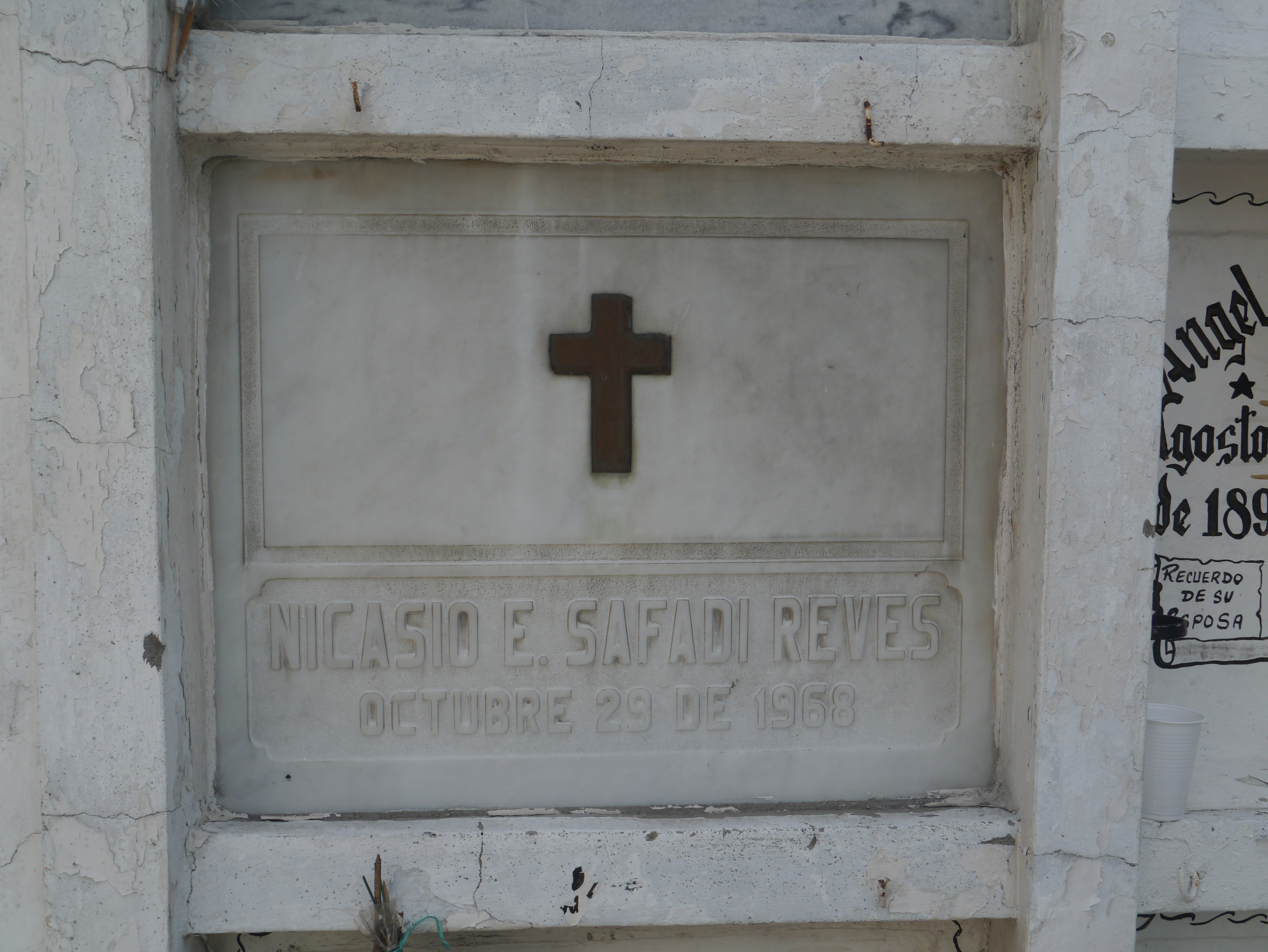
Su tumba en el Cementerio General de Guayaquil.

Contrajo matrimonio con Enriqueta Vásconez en Guayaquil con quien tuvo 5 hijos, entre ellos Cristina Safadi de Diab quien guarda la historia musical de Nicasio Safadi. En los últimos años de su vida, una inesperada trombosis lo tuvo durante varios meses cerca del momento final. Repuesto, a costa de tanto sacrificio, quedó sin embargo imposibilitado de mover manos y brazos, por lo que no volvió a tocar su guitarra; a pesar de todo, seguía componiendo llegando a sumar veinte álbumes de sonetos-pasillos. En los últimos años, fijó su residencia en una villa de la ciudadela “La Atarazana”, frente a la cual cruza la avenida que hoy lleva su nombre.
Safadi Reves falleció en Guayaquil el 29 de octubre de 1968, al día siguiente fue sepultado en la misma ciudad mientras entonaban Guayaquil de mis amores, tal como él lo había manifestado en más de una oportunidad.

## Composiciones
Entre sus más destacadas obras tenemos: 
- “Invernal”
- “Jilguerito tráeme besos”
- “Romance criollo de la niña guayaquileña”
- “Así quiero tenerte”
- “Evocación nostálgica”
- “Suspiro del alma”
- ¨Y ya no he de volver”

## Honores
En homenaje a él, la escuela del pasillo en el Museo Municipal de música popular Julio Jaramillo, lleva su nombre.